# 他者視点静穏効果
他者視点静穏効果（たしゃしてんせいおんこうか、Other-Perspective Serenity Effect）は、感情心理学における興味深い現象の一つであり、特に怒りや苛立ち、酩酊といった強い感情が絡む状況において、他人の感情に共感することで、観察者の感情が相対的に穏やかになる現象を指します。
この効果がもたらす感情の影響とその神経心理学的メカニズムに関する研究は、感情調整や社会心理学の分野で幅広く展開されています。
ギリシャ語ではantithesis effect（アビファシー効果）とも呼ばれています。

## 現象の概要
感情は人間関係や社会的状況において重要な役割を果たしますが、しばしば感情が高まる状況に直面します。怒りや苛立ちといった強い感情が高まる状況で、他者がこれらの感情をより強く表現しているのを観察すると、観察者の感情が相対的に抑制される現象が起こることがあります。この現象は、「冷める」とも言われ、他者の感情状態が観察者の感情状態に影響を与えるというものであり、共感的な要素が内包されています。

## 神経心理学的メカニズム
他者視点静穏効果の神経心理学的メカニズムについては、鏡像ニューロン（mirror neurons）の活動が関与しているとの仮説が存在します。観察者が他者の強い感情表現を目にすることで、観察者自身の感情状態がその感情と共鳴し、相対的に冷静な感情状態へと転換すると考えられています。これにより、観察者は感情の過剰な反応を抑制することができるとされています。

### メカニズムの解明
他者視点静穏効果のメカニズムは複雑であり、共感、情緒調整、認知的再評価などが関与すると考えられています。他者が強い感情を表現していることを観察することで、観察者は自身の感情の強度を再評価し、調整する傾向があります。他者が極端な感情を示していることを認識することで、観察者は自身の反応がそのような強度を必要としない可能性があることに気づき、より穏やかでバランスの取れた感情状態へと導かれるとされています。

## 応用と意義
他者視点静穏効果を理解し活用することは、感情の調整や紛争解決、対人関係の円滑化において有用です。特に感情が高まる状況において、他者の感情表現や経験に意識を向けることで、内面の平静を保ち、冷静な判断を下すことが可能となります。これはコミュニケーションや対人関係の改善にも寄与します。

## 研究と応用例
他者視点静穏効果に関する研究は、感情心理学の分野で広範に行われています。共感や感情調整のメカニズムに焦点を当て、異なる状況や人間関係における効果的な活用法を模索する研究が続けられています。これらの研究は感情調整のスキル向上や社会的な調和の促進に向けた新たな知見をもたらしています。

### 応用例
他者視点静穏効果は様々な場面で応用が可能です。特に、以下のような状況で効果的に活用されています。
1. コンフリクト解決  感情が高ぶる紛争状況において、他者の感情を観察し共感することで、自身の感情を落ち着かせることができます。これが円滑なコンフリクト解決に繋がるとされています。
2. カウンセリング  カウンセリングの場面において、クライエントの感情を観察し共感することで、クライエントの感情を理解しやすくなり、より適切なサポートが提供できるとされています。

## 効果の多様性
他者視点静穏効果は、様々な社会的、心理的状況で観察される多面的な現象であり、感情の調整メカニズムとしても理解されています。感情の共有という観点から捉えると、他者の感情を観察することで、観察者自身の感情がその強度を相対的に低く抑えられることが示唆されています。この効果は、他者の感情を鏡のように反映し、自身の感情を再評価する機会を提供することで発生すると考えられています。

## 応用と展望
他者視点静穏効果を理解し活用することは、感情の調整やコミュニケーションにおいて重要な意義を持ちます。特に、緊張した状況下や紛争の解決において、他者の感情に共感することで、自身の感情を制御し、冷静に問題を解決するスキルを向上させることが期待されます。今後の研究では、他者視点静穏効果の神経心理学的なメカニズムやその応用法についてさらに深化した解明が求められています。